# Teaterbåten

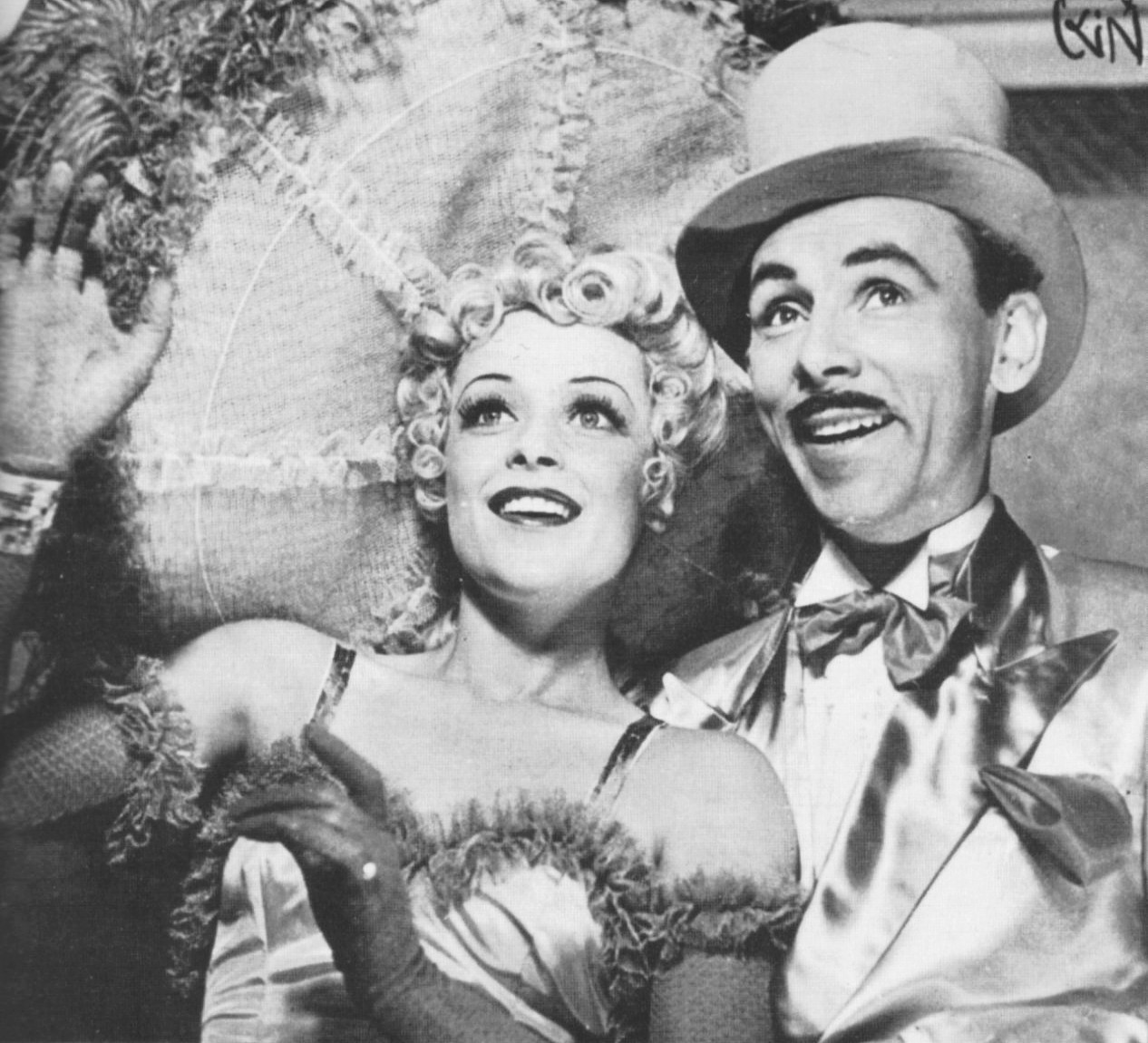
Annalisa Ericson och Nils Poppe hade huvudrollerna i Teaterbåten på Oscarsteatern i Stockholm 1942

Teaterbåten (engelska: Show Boat) är en amerikansk musikal i två akter komponerad av Jerome Kern och med libretto av Oscar Hammerstein (sången Bill bygger på en originaltext av P.G. Wodehouse), baserad på en roman av Edna Ferber.

## Historia
Verket är berömt för den episka och lätt melodramatiska sammanvävningen av de olika handlingstrådarna. Teaterbåten har ofta angetts som den första riktiga musikalen, då den genomsyras av en ambition att göra den lättsamma musikteatern mer dramatisk, har en mera trovärdig personteckning än tidigare och en större interaktion mellan sång och teater. Här skildrades även livets problem och mörka sidor och afroamerikaner uppträder på scenen med ett för tiden progressivt mycket nyanserat vis. Den svarte sångaren Paul Robesons karriär startade med rollen som Joe.
Teaterbåten hade urpremiär den 27 december 1927 på Ziegfeld Theatre i New York.

## Svenska uppsättningar
Teaterbåten hade svensk premiär på Oscarsteatern i Stockholm 1942. I ensemblen fanns bl.a. Nils Poppe, Annalisa Ericson och Gustaf Wally, och för översättningen svarade Gösta Rybrant. Denna version byggde helt på originalet från 1927. En senare svensk version, som bygger på 1940-talsversionen, har skrivits av Lars Sjöberg för uppsättning på Malmö musikteater i regi av Ronny Danielsson. Ytterligare en svensk version sattes upp av Södertäljeoperan 1989 med bland andra Tommy Körberg och Annika Skoglund i huvudrollerna. Sörmlands Musik och Teater uppförde musikalen 2008 i Hal Princes version i regi av Staffan Aspegren och hösten 2011 satte Södertäljeoperan upp Teaterbåten ännu en gång.

## Personer
- Andy Hawks, kapten och ägare av teaterbåten Cotton Blossom
- Parthenia Anne Hawks, "Pathy", hans hustru
- Magnolia Ravenal, deras dotter, senare berömd sångerska på varietéscenen kallad "Nola"
- Gaylord Ravenal, "Gay", äventyrare och spelare och ibland skådespelare, hennes man
- Kim Ravenal, dotter till Nola och Gay, senare ryktbar stjärna vid New Yorks scener
- Frank Schultz, skådespelare på båten
- Ellie May Chipley, skådespelerska på båten
- Steve Baker, skådespelare på båten
- Julie La Verne, skådespelerska på båten
- Queenie, kokerska ombord på båten
- Joe, hamnarbetare, hennes man

Sjömän, hamnarbetare, teaterfolk, nybyggare, restauranggäster samt afroamerikaner med obestämda yrken.

## Handling
Handlingen är en skildring av några karaktärer från Mississippi mellan 1890-talet och 1920-talet, och hur deras liv utvecklas i olika riktning. Den kretsar runt teaterbåten Cotton Blossom, som är en hjulångare på Mississippifloden.
Öppningssekvensen visar hur några svarta arbetare vid Mississippifloden är sysselsatta med att lasta bomull. Samtidigt firar några av stadens vita invånare, att den beryktade teaterbåten, som av en händelse kallas Cotton Blossom (bomullsblomma), har kommit till staden. De båda grupperna stämmer in i samma refräng (Cotton Blossom), och vi får en karg skildring av hur de vita känslolöst ägnar sig åt spel och underhållning medan de svarta sliter under usla förhållanden. Andy, teaterbåtens kapten, visar sig och presenterar sin föreställning, samtidigt som vi anar att ensemblen och arbetarna på båten kanske inte är så lyckliga och sammansvetsade som han vill påskina (Kapten Andy!).
Folkmassan skingras och en ung man vid namn Gaylord Ravenal släntrar in. Han är en inbiten spelhaj, som driver omkring utan större framgångar eller bekymmer (Jag driver med strömmen). Sheriffen dyker upp och ber honom bestämt avlägsna sig från staden inom tjugofyra timmar. Så fort han har försvunnit springer Ravenal på Andys dotter, Magnolia, och de två blir förtjusta i varandra (I vår fantasi/Låt oss låtsas), men de hinner knappt prata innan sheriffen kommer tillbaka och vill ha med Ravenal till domstolen för en formalitet. Teaterbåtens svarte maskinist Joe har sett allt, och funderar över hur de vita ständigt tycks trassla in sig i saker, och hur lite deras och de svartas problem betyder i det långa loppet (Gamla floden). Samtidigt har Magnolia berättat om sin nya bekantskap för sin väninna Julie, teaterbåtens primadonna, som upplyser hur förrädisk kärleken kan vara (Den man jag fått). Båtens svarta kokerska Queenie tycker, att Julies sång låter som en svart folksång, och förundras över att hon kan den, varpå hela båtens svarta besättning dras in i numret.
Under tiden har Ravenal släppts ut och får från teaterbåtens komiker Ellie veta, att Magnolia bor på båten. Han ger sig iväg efter henne medan Ellie ironiserar över det utsiktslösa artistlivet (Teaterlivets tjusning). Samtidigt får vi höra, att båtens illvillige maskinist Pete har varit hos sheriffen med något intressant att berätta.
På båten försöker Andy och hans sällskap utan större framgång repetera in den kommande pjäsen, men allting avbryts abrupt när sheriffen stormar in följd av en aggressiv folkmassa, och förklarar att han fått in en anmälan om blandäktenskap mellan en svart kvinna och en vit man, vilket är förbjudet i delstaten. Julie avslöjar, att hon hade en svart mor och därför är mulatt. Hon blir förvisad från delstaten Mississippi tillsammans med sin man Steve (Olycksdagen är här). Magnolia och Ravenal, som kommit ombord på båten för att träffa henne igen, övertar huvudrollerna.

## Filmatiseringar i urval
- 1929 - Teaterbåten. Universal. Haft premiär både som stumfilm och delvis ljudfilm. Är inte en filmversion av musikalen utan baserad på Edna Ferbers roman. De tillagda ljudsekvenserna inkluderar dock sångnummer från musikalen. Med Laura La Plante, Joseph Schildkraut, Emily Fitzroy och Otis Harlan i huvudrollerna.
- 1936 - Teaterbåten. Universal. Regisserad av James Whale, manus av Oscar Hammerstein II. Den mest trogna filmversionen av musikalen, med fyra medlemmar från den ursprungliga Broadwayensemblen, Charles Winninger, Paul Robeson, Helen Morgan och Sammy White.
- 1946 - Efter regn kommer solsken. MGM. I denna fiktiva biografiska film om kompositören Jerome Kern (spelad av Robert Walker), skildras Teaterbåtens premiär på Broadway 1927 i ett överdådigt femton minuter långt medley med sex av musikalens sångnummer. Medverkande artister är Kathryn Grayson, Tony Martin, Lena Horne, Virginia O'Brien, Caleb Peterson och William Halligan.
- 1951 - Teaterbåten. MGM. Något omarbetad Technicolorversion, med bland andra Kathryn Grayson, Ava Gardner, Howard Keel och Joe E. Brown i rollerna.

## Diskografi (urval)
- Show boat. von Stade, Hadley, Hubbard, O'Hara, Garrison, Burns, Stratas. Ambrosian Singers. London Sinfonietta. McGlinn, dirigent. EMI 3 61543-2. 3 cd.[1]